# Cedar Grove (Antigua och Barbuda)
Cedar Grove är en ort i Antigua och Barbuda.   Den ligger i parishen Parish of Saint John, i den norra delen av landet, 6 kilometer nordost om huvudstaden Saint John's. Cedar Grove ligger 13 meter över havet och antalet invånare är 789. Den ligger på ön Antigua.
Terrängen runt Cedar Grove är platt. Havet är nära Cedar Grove norrut. Närmaste större samhälle är Saint John's, 6,3 kilometer sydväst om Cedar Grove. 